# Ryan Baird
Pour les articles homonymes, voir Baird.
Pas d'image ? Cliquez ici

a Compétitions nationales et continentales officielles uniquement.

b Matchs officiels uniquement.
Dernière mise à jour le 13 février 2024.
Ryan Baird, né le 26 juillet 1999 à Dublin (Irlande), est un joueur international irlandais de rugby à XV. Il évolue aux postes de troisième ligne aile et de deuxième ligne au sein de l'effectif du Leinster en United Rugby Championship.

## Biographie

### Jeunesse et formation
Ryan Baird naît à Dublin, son père Andrew est arbitre de rugby à XV et a joué pour le club d'Old Wesley RFC. Ses deux jeunes frères, Cameron et Zach joue également au rugby à XV.
Il débute le rugby à XV dans le club d'Old Wesley RFC. Il évolue tout d'abord au poste de demi d'ouverture et d'ailier jusqu'à l'âge de quinze ans. Par la suite, il est définitivement placé au poste de deuxième ligne et peut également jouer comme troisième ligne aile.
Pendant sa jeunesse, il pratique plusieurs sports en parallèle du rugby, notamment de l'athlétisme et particulièrement le lancer de poids ainsi que le relais 4 × 100 mètres.
Durant sa scolarité, il étudie tout d'abord dans la High School (en) basée à Dublin pendant trois années, avant de rejoindre le St Michael's College (en), toujours dans la même ville, où il évolue avec son futur coéquipier au Leinster, Scott Penny, pour l'équipe de rugby de l'établissement. Avec cette équipe, il remporte la Leinster Schools Rugby Senior Cup 2018.
Pour la saison 2018-2019, il est retenu dans l'effectif de l'Academy (le centre de formation) du Leinster Rugby en tant que joueur de première année. Lors de cette saison, il fait ses premiers pas au niveau international avec l'équipe d'Irlande des moins de 20 ans pour le Tournoi des Six Nations 2019. Il dispute les deux dernières journées et les jeunes Irlandais remportent la compétition en réalisant le Grand Chelem,.

### Débuts au Leinster (2019-2020)
Ryan Baird fait ses débuts professionnels avec le Leinster, le 27 avril 2019, lors de la vingt-et-unième journée de la saison 2018-2019 du Pro14 face à l'Ulster. L'été suivant, il est retenu par l'équipe d'Irlande des moins de 20 ans pour disputer le Championnat du monde junior 2019. Il est titulaire lors des deux premières journées mais écope d'un carton rouge pour un plaquage haut durant la deuxième journée contre l'Australie, toutefois il ne prend pas de suspension supplémentaire après ce match et est donc apte pour la troisième journée. Il dispute trois autres matchs durant cette compétition et inscrit deux essais.
La saison suivante, il gagne en temps de jeu et inscrit notamment un triplé contre les Glasgow Warriors lors de la treizième journée du Pro14. En mars 2020, il est appelé par le sélectionneur irlandais, Andy Farrell, pendant le Tournoi des Six Nations 2020 mais il ne dispute aucune rencontre. Cette saison-là, il fait également ses débuts en Coupe d'Europe lors du quart de finale perdu 25-17 face aux Saracens. En tout, il dispute neuf rencontres et connaît trois titularisations pour trois essais inscrits. 
En amont de la saison 2020-2021, il signe son premier contrat sénior avec le Leinster. Cette saison-là est celle de la révélation pour Baird, il intègre la rotation de l'effectif de son équipe et est sélectionné pour la deuxième fois en équipe d'Irlande à l'occasion des matchs reportés du Tournoi des Six Nations 2020. 

### Débuts internationaux (2021-)
Plus tard cette saison, il est appelé pendant le Tournoi des Six Nations 2021 après le forfait de Quinn Roux. Il connaît sa première cape internationale lors de la troisième journée contre l'Italie lorsqu'il remplace Iain Henderson, puis dispute deux autres rencontres dans ce Tournoi. Une semaine après la fin du Tournoi, il dispute la finale du Pro14 et remporte la compétition face au Munster 16 à 6. Cette saison-là, il dispute dix-sept rencontres avec le Leinster dont neuf en tant que titulaire et inscrit trois essais. Il est de nouveau sélectionné pour la tournée estivale et il dispute deux rencontres face au Japon et aux États-Unis,.
Durant la saison 2021-2022, il est sélectionné pour les tests de fin d'année et dispute une rencontre face à l'Argentine,. En début d'année suivant, il est convoqué pour le Tournoi des Six Nations 2022. Il est remplaçant lors de la première rencontre face au pays de Galles, puis titulaire contre l'Italie et marque son premier essai international lors de cette rencontre,, l'Irlande s'impose lors de cette rencontre et remporte la Triple couronne mais termine la compétition à la seconde place derrière le XV de France,. Cependant, il se blesse lors de ce match et ne rejoue que trois mois plus tard. Au mois de mars, il signe une prolongation de contrat avec le Leinster. En juin, il est de nouveau sélectionné pour participer à la tournée estivale en Nouvelle-Zélande contre les All Blacks. Cependant, il ne dispute pas de rencontres contre ces derniers alors que les Irlandais remportent la série pour la première fois de leur histoire en Nouvelle-Zélande, gagnant deux des trois tests. Pendant la tournée, il joue toutefois deux rencontres contre les Māori All Blacks, où il est remplaçant lors des deux matchs et connaît une défaite, puis la victoire lors du deuxième match.
Plus tard cette année, il est également sélectionné pour les test-matchs de novembre. Cependant, il ne prend part à aucune rencontre lors de cette tournée. Début janvier 2023, il est convoqué par Andy Farrell, pour disputer le Tournoi des Six Nations. Il ne prend pas part aux deux premières rencontres, toutefois, il est finalement appelé, après des blessures en seconde ligne, pour participer aux trois dernières journées. L'Irlande réalise le Grand Chelem. Après ses bonnes performances dans le Tournoi, il est cité parmi les révélations de la compétition. En fin de saison, il dispute tous les matchs de phases finales du Leinster, quatre en tant que titulaire sur six, dont notamment la finale de Champions Cup perdue face au Stade rochelais. Le même mois, il est retenu dans la pré-liste pour préparer la Coupe du monde 2023.
Fin août suivant, il fait partie du groupe final des 33 joueurs sélectionnés pour la compétition. Pendant la Coupe du monde, il participe à deux rencontres de poule en tant que remplaçant contre les Tonga et l'Afrique du Sud, son équipe est ensuite éliminée dès les quarts de finale.
De retour au Leinster, il est régulièrement titulaire, notamment en Champions Cup et contribue à la victoire 37 à 27 des siens contre les Sale Sharks en inscrivant le quatrième essai de son équipe synonyme de bonus offensif. En janvier 2024, il est sélectionné pour le Tournoi des Six Nations.

## Statistiques

### Statistiques en club
| Saison         | Club           | Compétition               | Matchs | Points | Essais |
| -------------- | -------------- | ------------------------- | ------ | ------ | ------ |
| 2018-2019      | Leinster       | Pro14                     | 1      | 0      | 0      |
| 2019-2020      | Leinster       | Pro14                     | 8      | 15     | 3      |
| 2019-2020      | Leinster       | Coupe d'Europe            | 1      | 0      | 0      |
| 2020-2021      | Leinster       | Pro14                     | 8      | 10     | 2      |
| 2020-2021      | Leinster       | Coupe d'Europe            | 4      | 0      | 0      |
| 2020-2021      | Leinster       | Pro14 Rainbow Cup         | 5      | 5      | 1      |
| 2021-2022      | Leinster       | United Rugby Championship | 9      | 5      | 1      |
| 2021-2022      | Leinster       | Coupe d'Europe            | 2      | 0      | 0      |
| 2022-2023      | Leinster       | United Rugby Championship | 9      | 10     | 2      |
| 2022-2023      | Leinster       | Champions Cup             | 7      | 5      | 1      |
| 2023-2024      | Leinster       | United Rugby Championship | 4      | -      | -      |
| 2023-2024      | Leinster       | Champions Cup             | 4      | 5      | 1      |
| Total Leinster | Total Leinster | Total Leinster            | 62     | 55     | 11     |

### Statistiques en équipe nationale
Ryan Baird compte 26 sélections dont 7 en tant que titulaire, depuis sa première sélection le 27 février 2021 face au Japon. Il inscrit 10 points, 2 essais.
Il a participé à quatre éditions du Tournoi des Six Nations en 2021, 2022, 2023 et 2024.
Il participe également à une édition de la Coupe du monde en 2023, il dispute deux rencontres en tant que titulaire.
| Numéro | Date            | Lieu                  | Adversaire | Compétition                  | Résultat | Score |
| ------ | --------------- | --------------------- | ---------- | ---------------------------- | -------- | ----- |
| 1      | 27 février 2022 | Aviva Stadium, Dublin | Italie     | Tournoi des Six Nations 2022 | Victoire | 57-6  |

## Palmarès

### En club
- Vainqueur du Pro14 en 2019, 2020 et 2021 avec le Leinster.
- Finaliste de la Champions Cup en 2023 et 2024 avec le Leinster.

### En sélection nationale

#### Équipe d'Irlande des moins de 20 ans
- Vainqueur du Tournoi des Six Nations des moins de 20 ans en 2019.

#### Équipe d'Irlande
- Vainqueur du Tournoi des Six Nations en 2023 (Grand Chelem) et 2024.
- Vainqueur de la Triple couronne en 2022 et 2023.

##### Tournoi des Six Nations
| Édition          | Rang | Résultats Irlande | Résultats Baird | Matchs Baird |
| ---------------- | ---- | ----------------- | --------------- | ------------ |
| Six Nations 2021 | 3e   | 3 v, 0 n, 2 d     | 3 v, 0 n, 0 d   | 3/5          |
| Six Nations 2022 | 2d   | 4 v, 0 n, 1 d     | 2 v, 0 n, 0 d   | 2/5          |
| Six Nations 2023 | 1er  | 5 v, 0 n, 0 d     | 3 v, 0 n, 0 d   | 3/5          |

Légende : v = victoire ; n = match nul ; d = défaite ; la ligne est en gras quand il y a Grand Chelem.